# A Dragon Ball bolygóinak listája
Itt található az Torijama Akira által létrehozott Dragon Ball helyszíneinek listája, amik a Dragon Ballban, a Dragon Ball Z-ben, és a Dragon Ball GT-ben láthatóak.
- Arlia – Egy kegyetlen kormányzás alatt álló bolygó. Vegita és Nappa megöli a bolygó irányítóját, majd elpusztítja a bolygót.
- Aruhua – Egy bolygó, amit Majin Buu pusztít el.
- Beerus bolygója – A 7-es univerzum Pusztítás Istenének, Beerusnak az otthona.
- Big Gete Star – Egy öntudatos mikrochipből álló, mesterségesen működő bolygó.
- Bihe – Egy kis bolygó, amin hatalmas giliszták laknak. Ezeket moumának hívják.
- Cretaceous – Egy bolygó, amin dinoszauruszszerű élőlények élnek. Az egyik Fekete-csillagos Sárkánygömb itt landol.
- Dark – Itt tesz Dr. Raichi kényszerleszállást.
- Dark Star – Yakon hazája.
- Demon's Realm – Dabura hazája.
- Föld – A Dragon Ball hazája. Néha "Dragon World"-ként (magyarul: Sárkány Világ) is besorolják a videójátékokban.
- Fake Namek – Egy elhagyott bolygó, itt fut zátonyra Raiti és Zacro.
- 79-es Dermesztő bolygó – Ez az egyik bázisa Dermesztőnek (Freezanak). Vegita ide tér vissza, miután legyőzik a Földön. Mielőtt elmenne, összeakad Kiwi nevű riválisával.
- Kai király Bolygója – Kai Király hazája.
- Gogonyysh – Egy krokodilszerű szörnyek lakta bolygó, amiket "Gia'othos"-oknak hívnak (az ő nyelvükön).
- Imegga – Az első bolygó, ahova Goku, Trunks és Pan ellátogat, hogy megtalálják a Feketecsillagos Sárkánygömböket.
- Kaioshinek Szent Világa – A Kaioshinek, a legmagasabb szintű élőlények bolygója.
- Kanassa – Pszichés halszerű élőlények lakta bolygó. Bardock és a csapata ide tör be a "Bardock special" kezdetén.
- Kelbo – Emberszabásúak és macskahalak lakják, amiket Zunnamának hívnak. Az egyik Feketecsillagos Sárkánygömb itt landol.
- Konatsu – A Tapionok és a Minoshiyák otthona, és a Hirudegarnok származási helye.
- Luud – Egy különös kultúrával rendelkező bolygó, ahol egy Luud nevű gépmutánst imádnak.
- M-2 – Dr. Myu és a Gépmutánsok otthona.
- Makyo Star – Garlic Junior otthona. Gohan rombolja le a Garlic Junior Saga-ban.
- Meat – Ezen a bolygón kerítik csapdába és ölik meg Bardock csapatát Dermesztő parancsára.
- Momasu – Egy bolygó, ahol minden óriási. Az egyik Feketecsillagos Sárkánygömb erre a bolygóra esik.
- Namek bolygó – A namekok eredeti otthona, Dermesztő és szolgái fosztják ki és rombolják le.
- Új Namek bolygó – A namekok új otthona, miután a régi Namek bolygót lerombolták.
- Új Tsufuru – Egy bolygó, amit Baby meg akar teremteni a Föld mellé. Feltételezhetőleg hasonló lenne, mint az otthona, mielőtt a Csillagharcosok (Saiya-jinek) el nem foglalták.
- Mozifilmben: Új Vegita – Egy bolygó, amit Paragus ajánlott fel Vegita-hercegnek, hogy ott uralkodjon. Később lerombolja egy Kumorie nevű üstökös, ami egy másik galaxisból jön.
- Észak-Kaito Bolygó – Egy nagyon kicsi bolygó, nagyjából 100 méter átmérőjű lehet. Kis méretének ellenére 10-szer nagyobb rajta a gravitáció, mint a Földön. Cell önmegsemmisítése rombolja le, miután Goku oda teleportálja a "Cell Játékok Saga"-ban.
- Pital – Egy jótékonysági bolygó.
- Polaris – Egy megfagyott bolygó. Az egyik Feketecsillagos Sárkánygömb ide esik le.
- Rito – Egy a Dermesztő által lerombolt bolygók közül.
- Rudeeze – Egy puszta bolygó, ami körül sok csillag kering. Óriások és oroszlánok lakják. Az egyik Feketecsillagos Sárkánygömb ide esik le.
- Kígyóút – A kígyóút 621,300 mérföld hosszú út a másvilágon, a Pokol felett és az Emma-Daio palota alatt. Rajta az Kaitók bolygójához juthatunk el. Gokunak 189 napba telik, hogy elérje a végét egy átlagos, 125 mérföld per órás sebességgel. Az animében ez az otthona még a Kígyó-hercegnek is, egy – csak az animében látható – szereplőnek, aki beleesik Gokuba.
- Mozifilmben: Shamo – Népét Paragus és Brolly teszi rabszolgává. Az új Vegita-bolygó egyik szomszédja.
- Shikk – Egy bolygó, amit Nappa, Raditz, és Vegita hódít meg három nap alatt. Dodoria és Zarbon azzal idegesíti őket, hogy ők sokkal rövidebb idő alatt is el tudták volna foglalni.
- Tigere – Tigrisszerű élőlények lakta bolygó. Az egyik Feketecsillagos Sárkánygömb ide esik.
- Vegita-bolygó – A Vegita-bolygó (Bejiita-sei) csak kis ideig látható az animében és a mangában, eredetéről sem tudunk sokat. A Föld normál gravitációjának tízszerese uralkodott rajta és két faj lakta: a Tsufuru-jinek és a Csillagharcosok (Saiya-jin ). A Tsufuru-jinek voltak a Vegita bolygó őslakosai, nem voltak erősek, ellenben rengeteg technikai tudásuk és találmányuk volt. A Saiyajin-ek emberszerűek, de sokkal agresszívabbak voltak. Ők irtották a Tsufurujin-eket és sajátjukévá tették a bolygót. Furiiza hamarosan átvette az irányítást a bolygó felett, aztán pedig lerombolta, hogy véletlenül se találkozzon egyetlen legendás szuper-csillagharcossal (Super Saiya-jin) sem.
- Yardrat – Itt tanulta meg Son Goku az azonnali átvitelt.
- Zen'o Palotája – Az univerzumokon kívül található világ. Itt él Zen'o, a Mindenség Királya, az istenek vezetője.
- Zoon – Pui Pui hazája, itt is 10-szer akkora a gravitáció, mint a Földön.

## Lásd még
- A Dragon Ball szereplőinek listája
- A Dragon Ball epizódjainak listája
- Dragon Ball-videojátékok
- Z harcosok
- Dragon Ball (televíziós sorozat)
- Dragon Ball
- Dragon Ball Z
- Dragon Ball GT
- A Dragon Ball bolygóinak listája